# Königliche Oper (Kopenhagen)

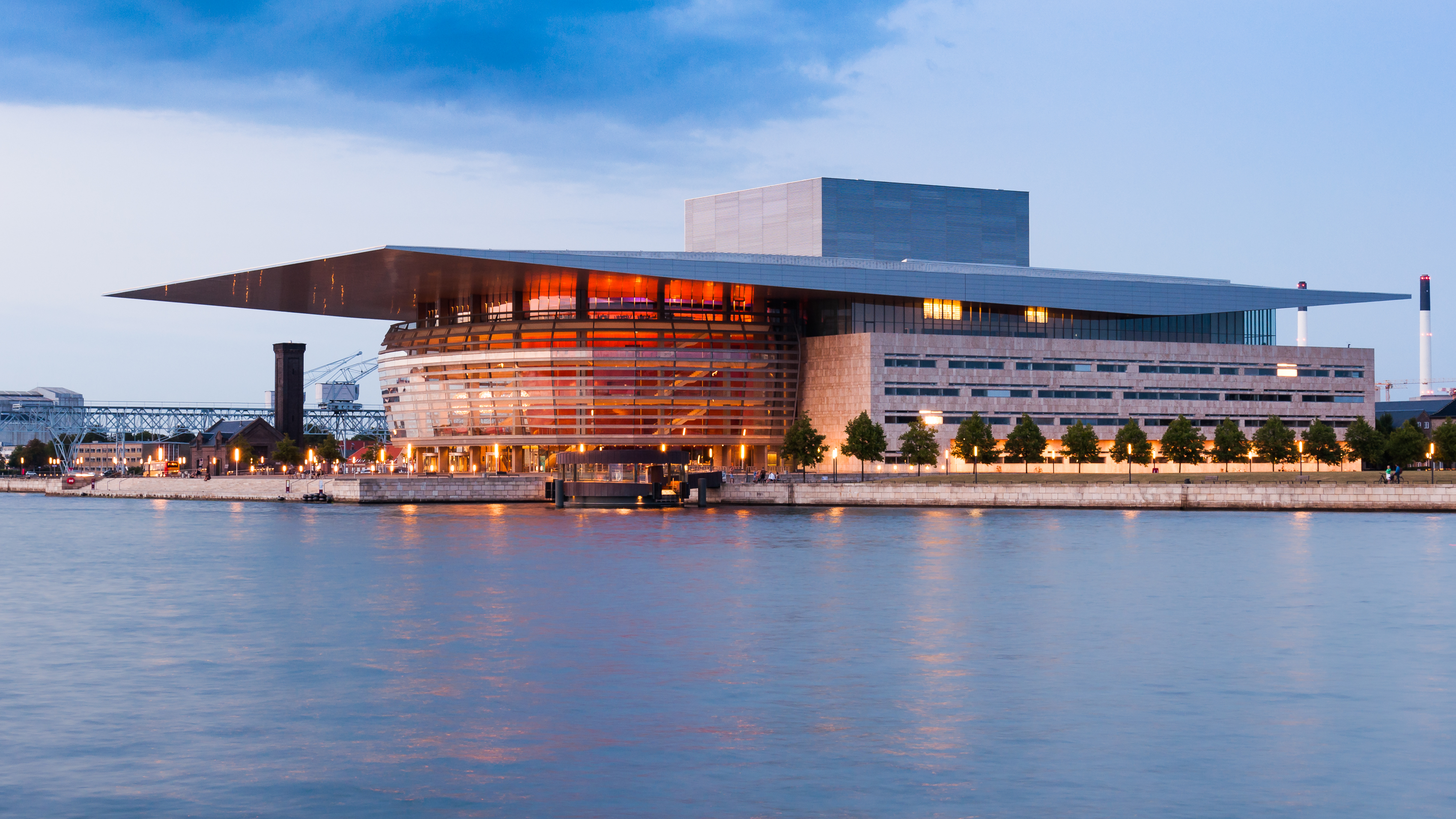
Königliche Oper

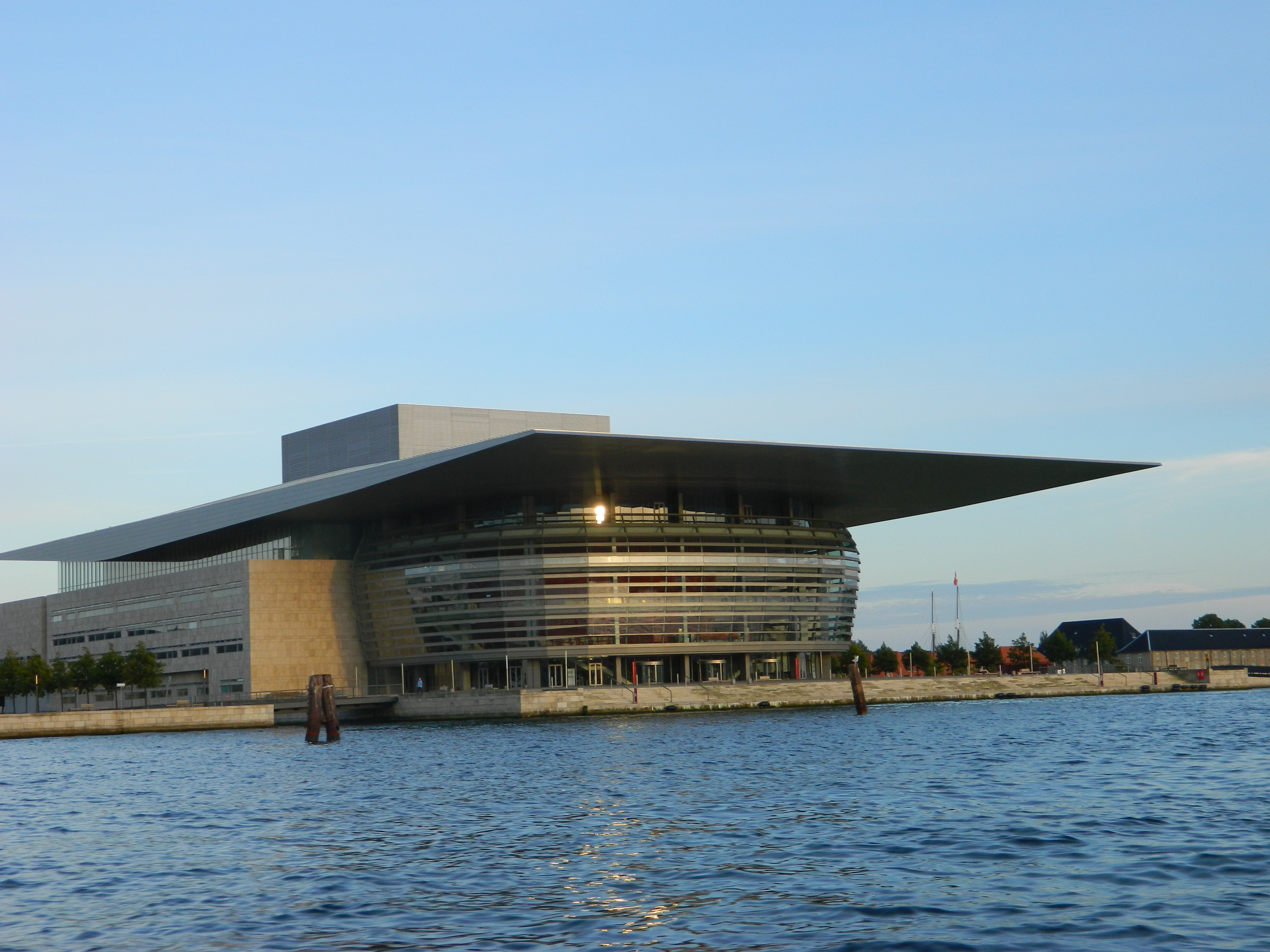
Königliche Oper

Die Königliche Oper (dänisch Operaen) auf der Insel Holmen von Kopenhagen ist die dänische Nationaloper und eine der modernsten Bühnen der Welt. Institutionell ist sie Teil des Königlichen Theaters.
Das Haus ist eine Schenkung von Mærsk Mc-Kinney Møller und der «A.P. Møller und Chastine Mc-Kinney Møller Stiftung» an den dänischen Staat. Arnold Peter Møller war Mitbegründer der Firma Mærsk, dem heute größten Unternehmen Skandinaviens. 
Das Gebäude wurde von Henning Larsen entworfen. Eine starke Ähnlichkeit zu dem Kultur und Kongresszentrum Luzern  ist hierbei nicht zu übersehen. Der Bau begann im Juni 2001 und wurde am 1. Oktober 2004 beendet. Das Opernhaus wurde am 15. Januar 2005 mit einem Sonderkonzert eröffnet. Ministerpräsident Anders Fogh Rasmussen und die dänische Königin Margrethe II. waren anwesend. Die erste Opernaufführung, Verdis Aida, fand am 26. Januar 2005 statt. 
Im Jahr 2008 erhielt das Bauwerk sowie die verantwortlichen Architekten und Ingenieure den Outstanding Structure Award der International Association for Bridge and Structural Engineering (IABSE).